# Primo Impero bulgaro
Il Primo Impero bulgaro (in bulgaro Първo българско царство?, Părvo bălgarsko c'arstvo o Първа българска държава, Părva bălgarska dăržava, in antico slavo ecclesiastico: цѣсарьсьтво блъгаръ) fu uno Stato medievale fondato nella penisola balcanica nel 681 dai proto-bulgari, insieme a sette tribù slave meridionali.
All'apogeo del suo dominio si espandeva da Sirmio, in Serbia, al mar Nero, dal fiume Dnepr nell'odierna Ucraina al mar Adriatico. Dopo che lo Stato riuscì a fissare la propria posizione all'interno dei Balcani, entrò in un rapporto plurisecolare, a volte amichevole, a volte apertamente ostile, con l'Impero bizantino. La Bulgaria emerse come il principale antagonista di Bisanzio nei Balcani, antagonismo che suscitò diverse guerre. Le due potenze tuttavia condivisero periodi di pace e di alleanza, soprattutto durante il secondo assedio arabo di Costantinopoli, durante il quale i Bulgari ebbero un ruolo cruciale nel porre fine all'assedio. Bisanzio ebbe una forte influenza culturale sulla Bulgaria, processo che portò in seguito alla cristianizzazione della Bulgaria nell'864. Dopo la disintegrazione del khaganato degli avari, i bulgari espansero il proprio territorio fino alla pianura Pannonica (odierna Ungheria). In seguito i bulgari si opposero all'avanzata dei peceneghi e dei cumani, e conseguirono una vittoria decisiva sui magiari, costringendoli a stabilirsi permanentemente in Pannonia.
Alla fine del IX secolo e all'inizio del X secolo, lo zar Simeone I conseguì una serie di vittorie sui bizantini ed espanse l'Impero bulgaro al massimo della sua estensione. Dopo l'annientamento dell'esercito bizantino nella battaglia di Anchialo nel 917, i bulgari misero sotto assedio Costantinopoli nel 923 e ancora nel 924. Tuttavia, i bizantini riuscirono a riprendersi e nel 1014, sotto Basilio II, inflissero una devastante sconfitta ai bulgari nella battaglia di Kleidion. Nel 1018 le ultime roccaforti bulgare si arresero all'impero bizantino e il primo impero bulgaro cessò di esistere. Gli succedette il secondo impero bulgaro nel 1185.
Dopo l'adozione del cristianesimo nell'864, la Bulgaria divenne, per un certo periodo, il centro culturale dell'Europa slava. La sua posizione culturale dominante venne ulteriormente consolidata con l'invenzione dell'alfabeto cirillico nella capitale Preslav, per cui in breve cominciò a diffondersi una letteratura in lingua bulgara antica. L'antico bulgaro si presentava come una variante poco differenziata della lingua franca utilizzata in tutta l'Europa orientale, cioè l'antico slavo ecclesiastico. Nel 927 venne riconosciuta la piena indipendenza del patriarcato bulgaro. In seguito, come reazione alle influenze bizantine sulla chiesa, nacque il movimento dei bogomili nella metà del X secolo.

## Eventi precedenti
Nel periodo del tardo impero romano, le terre dell'odierna Bulgaria erano state organizzate in diverse province - Scythia Minor, Mesia (Inferiore e Superiore), Tracia, Macedonia, Dacia (a nord del Danubio), Dardania, Rodopi, ed aveva una popolazione mista di Geti romanizzati e di Traci ellenizzati. Diverse ondate consecutive di popolazioni slave tra il VI e il VII secolo portarono alla quasi completa slavizzazione della regione, almeno sul piano linguistico.

### I Proto-bulgari
Secondo la teoria più diffusa i bulgari (chiamati anche Bolgari, Bulghari, o Proto-bulgari) erano, sul piano linguistico, una popolazione turca. Alcune fonti li menzionano per la prima volta nella regione pontica nel tardo V secolo. Alcuni studiosi sostengono che, in base all'idea che parlassero una lingua di tipo turco, essi fossero migrati in Europa dall'Asia centrale o dalla Mongolia. Alcune fonti utilizzano il termine bulgari per riferirsi ad una varietà di gruppi di guerrieri nomadi nella regione del mar Nero durante il tardo V e VI secolo. Questo popolo raggiunse la penisola balcanica nel VII secolo (secondo alcune fonti già in precedenza). La teoria più accettata afferma che i proto-bulgari fossero affini agli Unni e agli Avari, ma la loro etnicità non è ancora completamente chiara, dato che i proto-bulgari originali si mescolarono con le popolazioni locali del territorio che corrisponde all'odierna Bulgaria.
Nel 632 il khan Kubrat riuscì ad unificare le tribù proto-bulgare, che si trovavano sotto il dominio del Khaganato turco occidentale, in uno stato indipendente, chiamato dagli storici bizantini Grande Bulgaria. Le documentazioni principali su quel paese provengono dal patriarca bizantino Niceforo I e Teofane Confessore del IX secolo, traduzioni del cronista Giovanni di Nikiu riguardo alle relazioni politiche tra la Grande Bulgaria e l'impero bizantino, la descrizione delle tribù bulgare nel libro geografico armeno Ashkharatsuyts del VII secolo, la corrispondenza del khan dei Cazari, successivo al crollo della Grande Bulgaria e in minor misura dai Nominalia dei khan bulgari. Secondo le analisi delle limitate fonti bizantine ed armene i confini del paese si trovavano tra il basso corso del Danubio ad ovest, il mar Nero e il mar d'Azov a sud, il fiume Kuban' ad est e il fiume Donec a nord. La capitale dello stato era Fanagoria, sul mar d'Azov. Kubrat divenne un alleato dei bizantini, ma la pressione dei cazari da est portò alla dissoluzione della Grande Bulgaria nella seconda metà del VII secolo.

## Storia

### Fondazione della Bulgaria

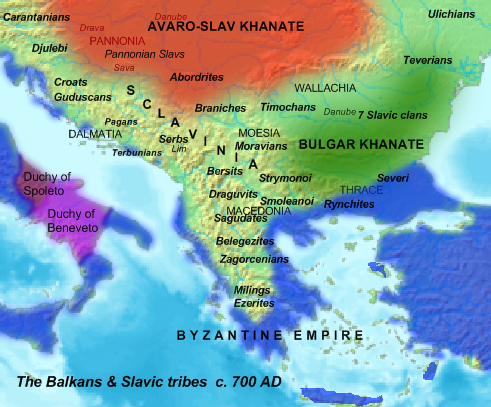
La Bulgaria, all'incirca all'inizio del VII secolo

Ci sono due date diverse per l'anno di fondazione della moderna Bulgaria, basate su due differenti interpretazioni della storia. Secondo la prima, dopo la sconfitta subita da parte dei Cazari, un'altra tribù proto-bulgara, guidata dal khan Asparuh, si diressero ad occidente, occupando l'odierna Bessarabia meridionale. Dopo aver vinto una guerra contro Bisanzio nel 680, il khanato di Asparuh conquistò la Mesia e la Dobrugia e fu riconosciuto come stato indipendente nel successivo trattato firmato con l'impero bizantino nell'681. Lo stesso anno viene solitamente considerato come l'anno di fondazione della Bulgaria moderna.
Un'altra teoria invece afferma che nonostante avesse sofferto grandi perdite territoriali in favore dei Cazari, la Grande Bulgaria fosse riuscita a sconfiggerli all'incirca nel 670. Secondo questa interpretazione il khan Asparuh fu il diretto successore del khan Kubrat. Perciò, secondo alcuni ricercatori, l'anno di fondazione della Bulgaria moderna deve essere considerato il 632 (l'anno di fondazione della Grande Bulgaria da parte del khan Kubrat) invece del 681.

#### Insediamento permanente nella penisola balcanica
Dopo la vittoria decisiva nella battaglia di Ongal nel 680 le armate dei Proto-Bulgari e degli Slavi avanzarono verso i monti Balcani a sud, sconfiggendo ancora una volta i Bizantini, che furono quindi costretti a firmare un umiliante trattato di pace che riconosceva la fondazione di un nuovo stato ai confini dell'impero. Inoltre dovevano pagare un tributo annuale alla Bulgaria. Nello stesso tempo la guerra contro i cazari ad est continuava e nel 700. Asparuh perì in battaglia contro di loro. I bulgari persero i territori ad est del fiume Dnestr, ma riuscirono a tenere il controllo delle terre ad ovest. I bulgari e gli slavi firmano un trattato secondo il quale il capo di Stato divenne il khan dei bulgari, che aveva anche il dovere di difendere il paese contro i Bizantini, mentre i leader slavi acquisirono un'autonomia considerevole e dovevano proteggere i confini settentrionali lungo i monti Carpazi contro gli Avari.
Il successore di Asparuh, il khan Tervel venne in aiuto del deposto imperatore bizantino Giustiniano II a riacquisire il trono nel 705. In cambio gli fu donata la zona detta Zagora nella Tracia settentrionale, cosa che fu la prima espansione a sud dei Monti Balcani. Ad ogni modo tre anni dopo Giustiniano tentò di riprendersi la zona con la forza, ma il suo esercito fu sconfitto ad Anchialo. Nel 716 Tervel firmò un importante trattato con Bisanzio. Durante l'assedio di Costantinopoli nel 717–718 mandò 50.000 soldati per venire in soccorso della città assediata. Nella battaglia decisiva i Bulgari massacrarono circa 30.000 arabi e Tervel venne acclamato come salvatore dell'Europa dai suoi contemporanei.

#### Instabilità interna e lotta per la sopravvivenza

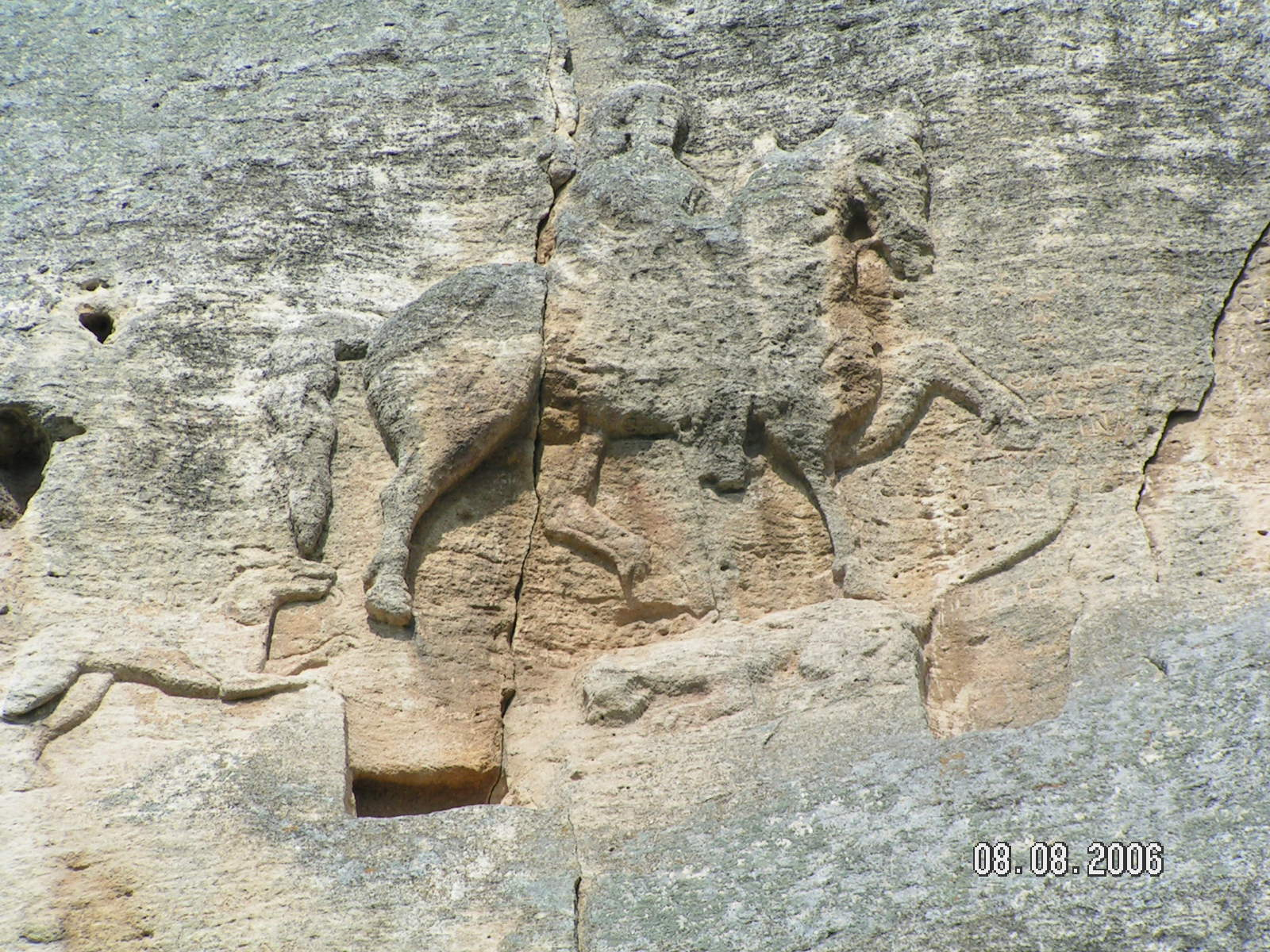
Il cavaliere di Madara (circa 710), un grande bassorilievo scavato nella roccia dell'altopiano di Madara, ad est di Šumen, nella Bulgaria nord-orientale

Nel 753 morì il khan Sevar, che era l'ultimo erede del clan dei Dulo. Con la sua morte il khanato precipitò in una lunga crisi politica durante la quale il giovane paese si trovò sull'orlo del collasso. In appena 15 anni salirono al trono sette khan differenti, tutti assassinati. C'erano due fazioni principali; alcuni nobili chiedevano una guerra senza compromessi contro i Bizantini, mentre gli altri cercavano una soluzione pacifica al conflitto. L'instabilità venne sfruttata dall'imperatore bizantino Costantino V (745–775) che lanciò nove campagne militari per eliminare la Bulgaria. Nel 763 sconfisse il khan bulgaro Telec ad Anchialo, ma i bizantini non riuscirono ad avanzare ulteriormente verso nord. Nel 775 il khan Telerig, ingannando Costantino con la promessa di rivelare coloro che gli fossero stati leali nella corte bulgara, fece giustiziare tutte le spie bizantine nella capitale Pliska. Sotto il suo successore, il khan Kardam, la guerra ebbe una svolta favorevole dopo la grande vittoria nella battaglia di Marcellae nel 792. I Bizantini vennero sonoramente sconfitti e costretti nuovamente a pagare un tributo ai khan. Come risultato della vittoria, la crisi fu definitivamente superata e la Bulgaria si ritrovò nel nuovo secolo più stabile, più forte e consolidata.

### Espansione territoriale

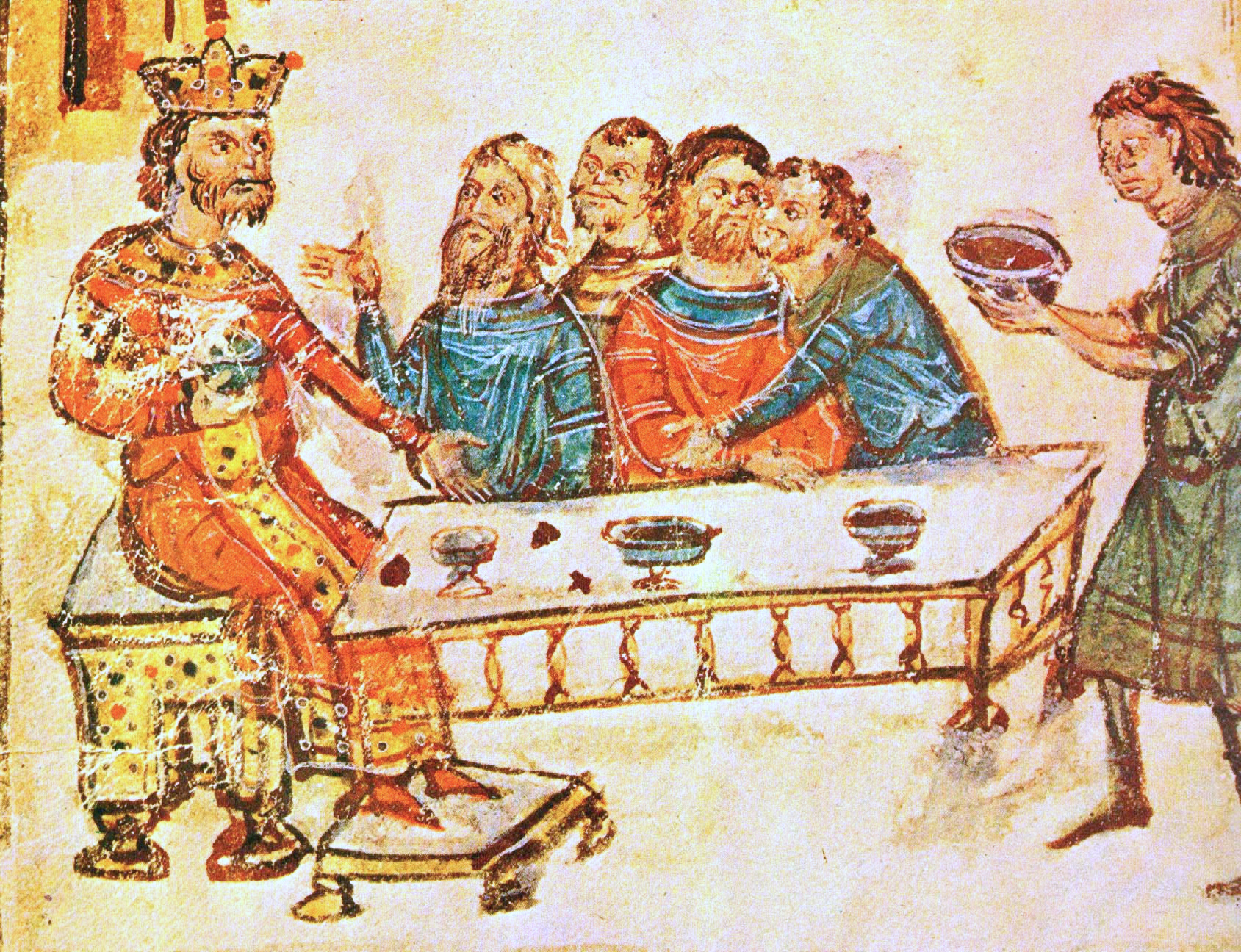
Il khan Krum festeggia dopo la vittoria al passo di Vărbica

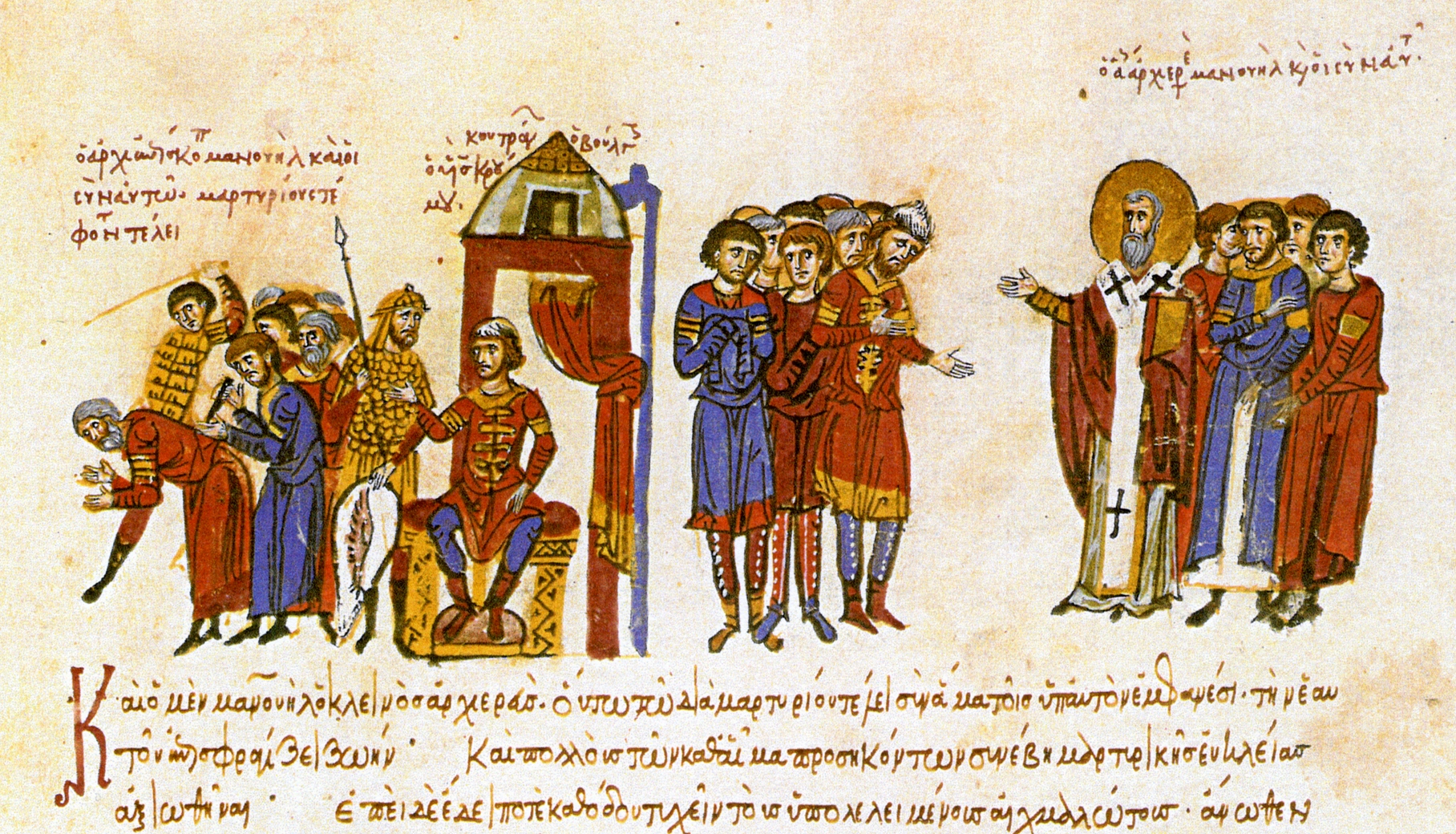
Il khan Omurtag ordina l'uccisione di alcuni cristiani

Sotto il khan Krum (802–814), noto anche come Crummus o Keanus Magnus, la Bulgaria si espanse verso nord e verso sud, occupando le terre tra il medio corso del Danubio e la Moldavia, l'intero territorio dell'odierna Romania, la zona dell'odierna città di Sofia (allora nota con il nome di Sredec) nell'809 e della città di Adrianopoli (l'odierna Edirne) nell'813, ed arrivò a minacciare la stessa Costantinopoli. Tra l'804 e l'806 le armate bulgare distrussero completamente il khanato degli Avari e fu stabilito un confine con l'impero carolingio lungo il medio corso del Danubio. Nell'811 l'esercito bizantino fu sconfitto in maniera decisiva nella battaglia di Pliska. L'imperatore bizantino Niceforo I fu ucciso come la maggior parte delle sue truppe ed il suo teschio venne usato come coppa per bere. Krum prese immediatamente l'iniziativa e mosse guerra a sud verso la Tracia, sconfiggendo ancora una volta i bizantini nella Versinikia nell'813. Dopo un tentativo dei bizantini di uccidere il khan durante i negoziati, Krum saccheggiò l'intera Tracia, assediò Adrianopoli e fece insediare 10.000 dei suoi sudditi nelle "terre bulgare oltre il Danubio". Si preparò quindi meticolosamente per la cattura di Costantinopoli: vennero costruiti 5.000 carri rivestiti di ferro per trasportare l'attrezzatura da assedio, i bizantini arrivarono a chiedere aiuto all'imperatore dei franchi Ludovico il Pio. Tuttavia, a causa dell'improvvisa morte del khan, la campagna non ebbe mai luogo. Il khan Krum mise in pratica una riforma legislativa, che stabiliva regole e punizioni uguali per tutti i sudditi che vivevano all'interno dei confini dello stato, per ridurre la povertà e per rafforzare i legami sociali nel vasto paese.

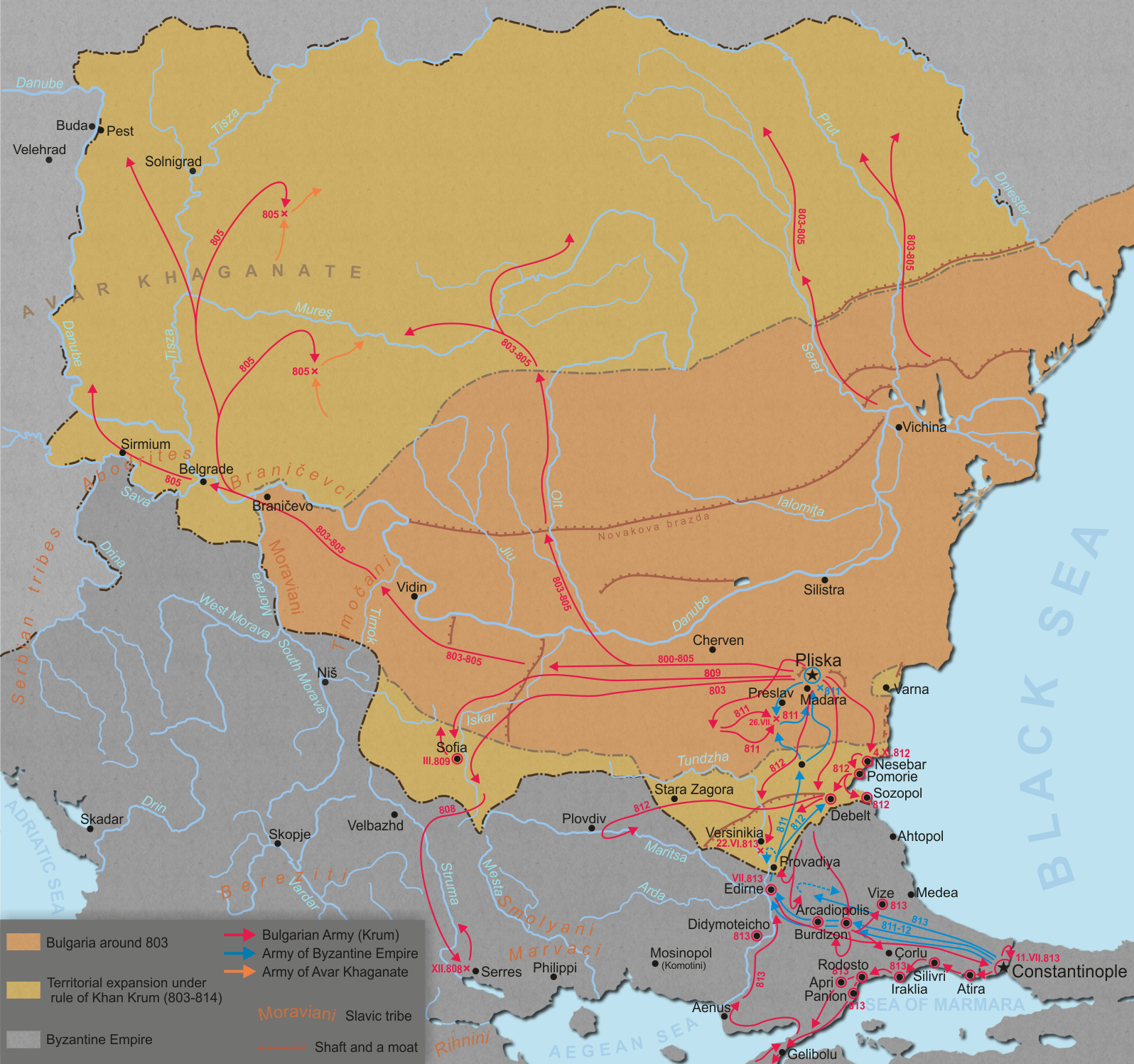
La Bulgaria alla morte del khan Krum nell'814

Il khan Omurtag (814–831) concluse un trattato di pace di 30 anni con i bizantini, permettendo in tal modo a entrambi i paesi di ricostruire la propria economia e le finanze dopo i sanguinosi conflitti del primo decennio del secolo. Durante il suo regno i confini nord-occidentali con l'impero carolingio furono definitivamente stabiliti sul medio corso del Danubio. Furono iniziate grandi opere edilizie nella capitale Pliska, che includevano la costruzione di un magnifico palazzo, di templi pagani, residenze dei signori, fortezze, una cittadella, acquedotti e impianti termali, soprattutto utilizzando rocce e mattoni.
Durante il breve regno del khan Malamir (831–836) venne incorporata nel paese l'importante città di Filippopoli. Sotto il khan Presian (836–852) i bulgari conquistarono la maggior parte della Macedonia ed i confini del paese raggiunsero il mar Adriatico e il mar Egeo. Gli storici bizantini non menzionano alcuna resistenza contro l'espansione bulgara in Macedonia, perciò fu probabilmente un'espansione pacifica. Tra l'839 e l'842, i bulgari mossero guerra contro i serbi, ma non fecero alcun progresso nell'arco di tre anni.

### Formazione dell'etnicità bulgara
È probabile che i proto-bulgari fossero in numero notevolmente inferiore a quello delle popolazioni slave tra cui si erano stabiliti. Tra il VII ed il X secolo, i proto-bulgari furono gradualmente assorbiti dagli slavi, adottando una lingua slava meridionale e convertendosi al cristianesimo (di rito bizantino) sotto Boris I nell'864. I bulgari moderni si considerano di origine slava meridionale. Gli Slavi erano comunque solo una delle comunità che erano presenti nelle terre bulgare. Molti altri popoli furono effettivamente assorbiti nella nuova etnicità. A quel tempo il processo di assorbimento delle popolazioni residue di traco-romani e traco-bizantini era già abbondantemente significativo per la formazione di questo nuovo gruppo etnico. La nuova nazione con una singola identità avrebbe continuato ad identificarsi come bulgara ed a sostenere lo stato eponimo come proprio.

### La Bulgaria di Boris I

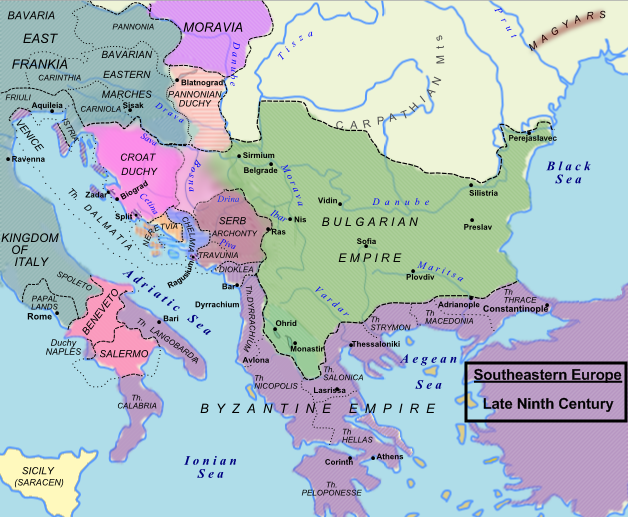
La Bulgaria durante il regno di Boris I

Il regno di Boris I (852–889) ebbe inizio con numerose battute d'arresto. Per dieci anni il paese combatté contro i bizantini e l'impero franco orientale, la Grande Moravia, i croati e i serbi formando molte alleanze infruttuose e cambiando fronte svariate volte. Nell'agosto dell'863 ci fu un periodo di quaranta giorni di terremoti e dopo un anno di raccolti scarsi, che causò una carestia in tutto il paese. Per finire ci fu un'invasione di locuste.

#### Cristianizzazione
Nell'864 i Bizantini, guidati da Michele III, invasero la Bulgaria al sospetto che il khan Boris I si stesse preparando ad accettare il cristianesimo secondo i riti occidentali. All'annuncio dell'invasione, Boris I diede inizio ai negoziati di pace. I bizantini restituirono alcuni territori in Macedonia, pretendendo solamente che egli accettasse il cristianesimo di rito greco invece di quello di rito romano. Il khan Boris I accettò e fu battezzato nel settembre dell'865 assumendo il nome del suo padrino, l'imperatore bizantino Michele, e divenne Boris-Mihail. Il titolo pagano di "khan" fu abolito e venne assunto il titolo di "knjaz" al suo posto. La ragione della conversione al cristianesimo non fu comunque dovuta all'invasione bizantina. Il signore bulgaro era infatti un uomo lungimirante e previde che l'introduzione di una singola religione avrebbe completato il consolidamento dell'emergente nazione bulgara, che si trovava ancora divisa sul piano religioso. Sapeva inoltre che il proprio stato non avrebbe mai goduto del pieno rispetto da parte dell'Europa cristiana e che i trattati potevano essere ignorati dagli altri firmatari su basi religiose.
Lo scopo dei bizantini era di arrivare in maniera pacifica allo scopo per cui combattevano da almeno due secoli: assorbire lentamente la Bulgaria attraverso la religione cristiana e trasformarla in uno stato satellite; infatti le posizioni ecclesiastiche più importanti nella neonata Chiesa bulgara dovevano essere tenute da bizantini che parlavano greco. Boris I era conscio del fatto e dopo che Costantinopoli si rifiutò di concedere una maggiore autonomia alla chiesa bulgara nell'866, mandò una delegazione a Roma, dichiarando il proprio desiderio di accettare il cristianesimo secondo il rito occidentale, insieme a 115 domande per il papa Niccolò I. Il leader bulgaro desiderava trarre profitto dalla rivalità tra la chiesa di Roma e quella di Costantinopoli, dato che il suo scopo principale era la fondazione di una Chiesa bulgara indipendente per impedire sia ai bizantini che ai cattolici di avere una qualsiasi influenza sulle sue terre per mezzo della religione. Le risposte dettagliate del papa a Boris I furono recapitate da due vescovi che capeggiavano una missione il cui scopo era facilitare la conversione del popolo bulgaro. Comunque anche Nicolò I, e il suo successore Adriano II, si rifiutarono di riconoscere una Chiesa bulgara indipendente, cosa che irrigidì le relazioni da entrambe le parti; tuttavia, il tentativo bulgaro di avvicinarsi a Roma rese i bizantini più concilianti. Nell'870, durante il Concilio di Costantinopoli IV, la Chiesa bulgara fu riconosciuta come una chiesa autonoma, pur sotto la suprema direzione del patriarcato di Costantinopoli. Fu la prima chiesa ufficialmente riconosciuta autonoma.

#### Creazione di un sistema di scrittura slavo
Nonostante il knjaz bulgaro fosse riuscito ad assicurarsi una chiesa autonoma, l'alto clero ed i libri teologici erano ancora in greco, cosa che rendeva difficili gli sforzi per convertire la popolazione alla nuova religione. Tra l'860 e l'863 i due monaci bizantini d'origine greca Cirillo e Metodio, per ordine dell'imperatore bizantino, crearono l'alfabeto glagolitico, il primo alfabeto slavo, utile a convertire i popoli della Grande Moravia al cristianesimo ortodosso. Col quale essi tradussero i testi sacri tra il 863 ed il 867, con l'approvazione romana. Purtroppo questi tentativi in Grande Moravia fallirono e nell'886 i discepoli dei due monaci, tra cui San Clemente, Naum ed Angelario, banditi da quel regno dopo la morte di Metodio, raggiunsero la Bulgaria e furono accolti benevolmente da Boris I. Il knjaz bulgaro commissionò la creazione di due accademie teologiche, che venissero dirette dai discepoli, dove istruire il futuro clero bulgaro nella lingua locale. Clemente venne mandato ad Ocrida nella Bulgaria sud-occidentale, dove fu insegnante per 3.500 studenti tra l'886 e l'893. Naum fondò la scuola letteraria della capitale Pliska, spostata in seguito nella nuova capitale Preslav. L'alfabeto cirillico fu inventato nella scuola letteraria di Preslav all'inizio del X secolo. Durante il concilio di Preslav dell'893, la Bulgaria adottò l'alfabeto glagolitico e l'antico slavo ecclesiastico nella variante bulgara come lingua ufficiale della chiesa e dello stato ed espulse il clero bizantino. Nell'893 l'antico slavo ecclesiastico divenne così la terza lingua ufficiale, dopo il greco ed il latino, riconosciuta poi dalle Chiese ed utilizzata durante le funzioni religiose e nella letteratura cristiana.

### L'età d'oro

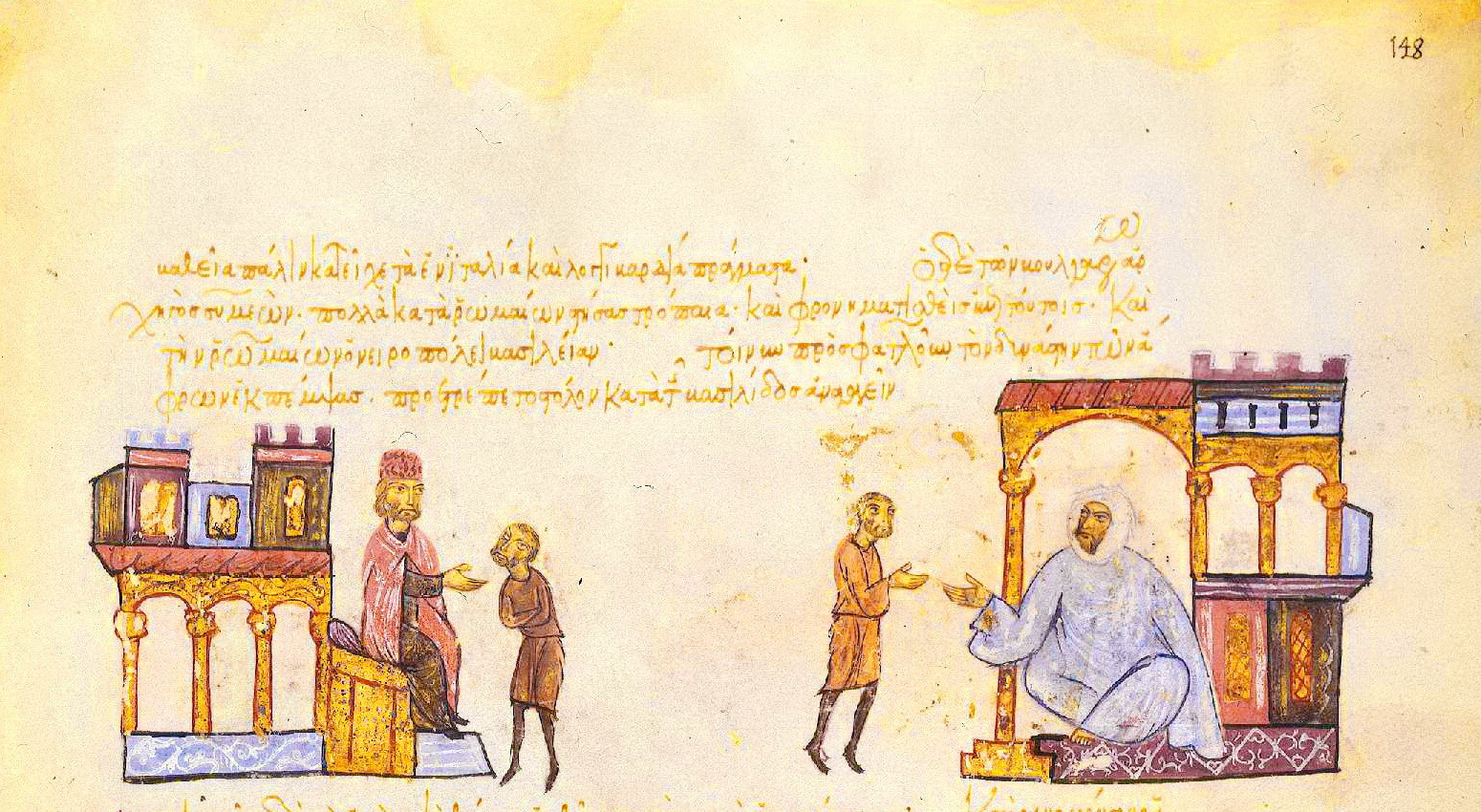
Simeone manda degli inviati al califfo fatimide per formare un'alleanza contro i bizantini; le due parti erano vicine ad un accordo, ma sulla strada del ritorno i bizantini catturarono i delegati bulgari e riuscirono a distrarre gli arabi da quella proposta di alleanza

Alla fine del IX secolo ed all'inizio del X secolo, la Bulgaria si estendeva fino all'Epiro e la Tessaglia a sud, la Bosnia ad ovest e controllava il territorio dell'odierna Romania e dell'odierna Ungheria orientale a nord. Con il sostegno di Bisanzio nacque uno stato serbo a metà del IX secolo in contrapposizione all'espansione bulgara ad ovest della Morava. Ondeggiando tra la fedeltà a Bisanzio ed alla Bulgaria, i governanti serbi riuscirono a resistere a svariate invasioni bulgare fino al 924, quando fu totalmente subordinata dal generale e probabilmente conte di Sofia Marmais. Sotto lo zar Simeon I (detto il Grande), che era stato educato a Costantinopoli, la Bulgaria tornò ad essere una seria minaccia per l'Impero bizantino e raggiunse la massima espansione territoriale. Simeone I sperava di conquistare Costantinopoli e combatté una serie di guerre contro i Bizantini durante il suo lungo regno (893–927). I confini alla fine del suo dominio raggiunsero il limite settentrionale dell'Attica a sud. Simeone I si nominò "imperatore (zar) dei Bulgari ed autocrate dei greci", titolo che fu riconosciuto dal papa, ma non dall'imperatore bizantino né dal patriarca ecumenico della chiesa ortodossa orientale. Fu riconosciuto come "imperatore (zar) dei bulgari" dall'imperatore bizantino e dal patriarca solo alla fine del suo governo.
Tra l'894 e l'896 egli sconfisse i bizantini ed i loro alleati, i magiari, nella cosiddetta "guerra del commercio", poiché il pretesto della guerra fu lo spostamento del mercato bulgaro da Costantinopoli a Salonicco. Nella decisiva battaglia di Bulgarofigo l'esercito bizantino fu messo in fuga e ciò permise di stilare una pace favorevole per la Bulgaria, pace che fu però più volte violata da Simeone I. Nel 904 conquistò Salonicco, che era stata in precedenza saccheggiata dagli arabi, e la rese ai bizantini solo dopo che la Bulgaria ebbe ricevuto tutte le zone con una popolazione slava in Macedonia e 20 fortezze in Albania, tra cui l'importante città di Durazzo.

Il primo impero bulgaro ai tempi di Simeone il Grande

Dopo i disordini che pervasero nell'impero bizantino in seguito alla morte dell'imperatore Alessandro nel 913, Simeone I invase la Tracia bizantina, ma fu persuaso ad interrompere l'invasione in cambio del riconoscimento ufficiale del titolo imperiale e del matrimonio di una delle sue figlie con l'imperatore infante Costantino VII. In tal modo Simeone I sarebbe dovuto divenire reggente dell'imperatore e governare temporaneamente l'impero bizantino. Ad ogni modo, dopo una cospirazione all'interno della corte bizantina, la madre dell'imperatore Costantino VII, l'imperatrice Zoe, rifiutò il matrimonio ed il titolo di Simeone, ed entrambe le parti si prepararono alla battaglia decisiva. Nel 917 Simeone I impedì ogni tentativo del nemico di formare un'alleanza con i magiari, i peceneghi o i serbi e i bizantini furono costretti a combattere da soli. Il 20 agosto i due eserciti si scontrarono ad Anchialo in una delle maggiori battaglie del medioevo. I bizantini subirono una sconfitta senza precedenti, lasciando sul campo di battaglia 70.000 caduti. Le forze bulgare inseguirono e sconfissero i resti dell'esercito nemico nella battaglia di Katasyrtai. Costantinopoli si salvò grazie ad un attacco serbo ad ovest; i serbi furono completamente sconfitti, ma diedero del tempo prezioso all'ammiraglio (ed in seguito imperatore) bizantino Romano Lecapeno per predisporre la difesa della città. Nel decennio successivo i bulgari acquisirono il controllo dell'intera penisola balcanica, con l'eccezione di Costantinopoli e del Peloponneso.
In una battaglia croato-bulgara del 927 (più volte chiamata battaglia dei monti bosniaci), il duca Alogobotur attaccò il Regno di Croazia. Le forze croate, sotto la guida del loro re Tomislavo, distrussero l'esercito bulgaro e fermarono l'espansione di Simeone verso ovest.

### Declino

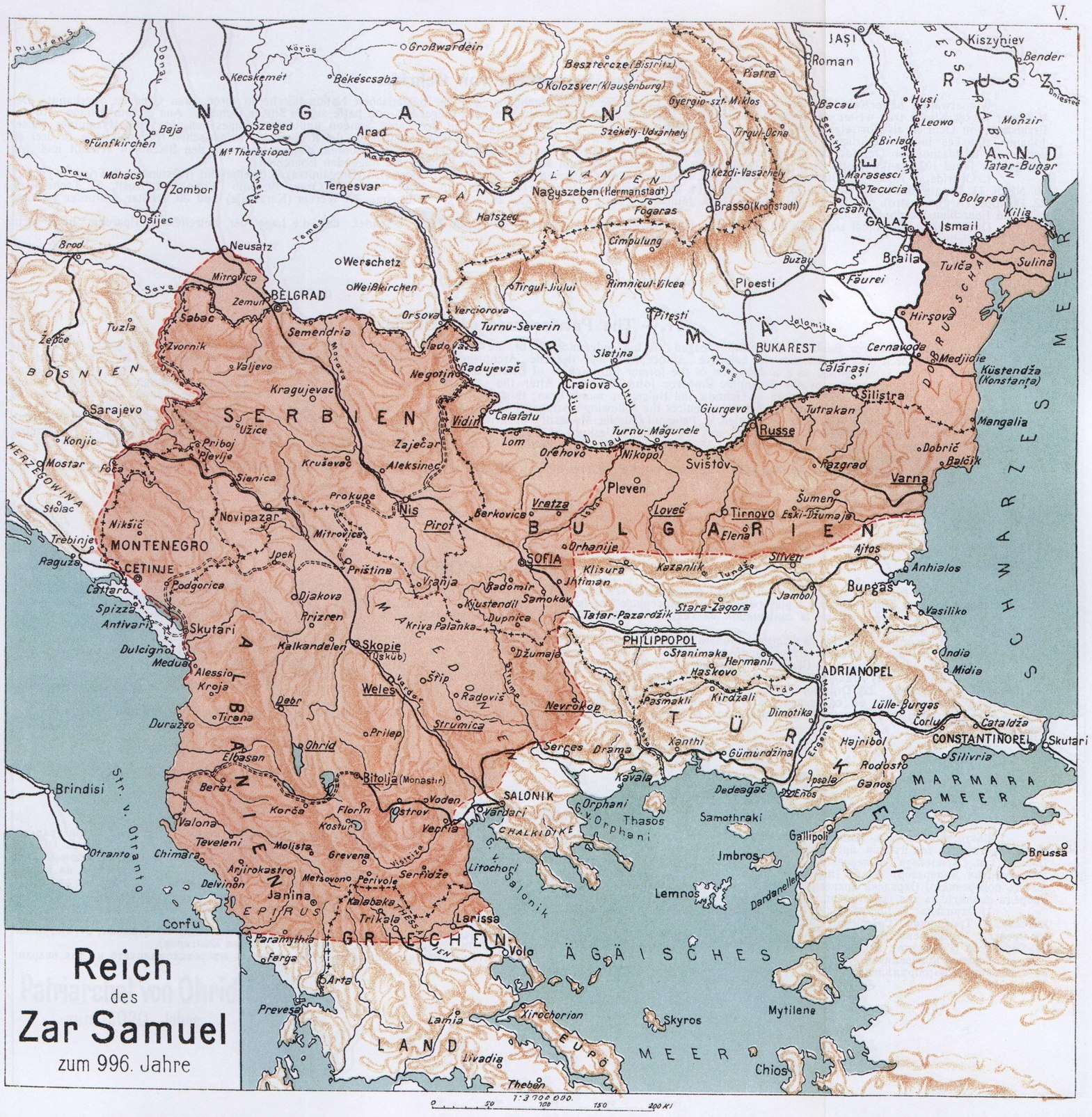
L'Impero bulgaro sotto Samuele

Dopo la morte di Simeone il potere della Bulgaria entrò in un lento declino. In un trattato di pace del 927 i bizantini riconobbero il titolo imperiale a suo figlio Pietro I ed il patriarcato bulgaro. La pace con Bisanzio, tuttavia, non portò alcuna prosperità alla Bulgaria. All'inizio del suo governo il nuovo imperatore si trovava a fronteggiare dei problemi interni e dei disordini con i suoi fratelli, e nel 930 fu costretto a riconoscere l'indipendenza della Rascia. La batosta peggiore venne dal nord: tra il 934 ed il 965 il paese subì cinque invasioni magiare. Nel 944 la Bulgaria fu attaccata dai peceneghi, che saccheggiarono le regioni nord-orientali dell'impero. Sotto Pietro I e Boris II il Paese fu diviso dall'eresia religiosa egualitaria dei bogomili.
Nel 968 il Paese fu attaccato dalla Rus' di Kiev, il cui sovrano, Svjatoslav I, conquistò Preslav e si stabilì a Perejaslavec. Tre anni dopo, l'imperatore bizantino Giovanni I Zimisce decise di intromettersi nella lotta e sconfisse Svjatoslav nell'assedio di Dorostolon. Boris II fu catturato e spogliato del suo titolo imperiale a Costantinopoli, mentre la Bulgaria orientale fu dichiarata protettorato bizantino.

### Crollo
Dopo il tradimento bizantino le terre a ovest del fiume Iskăr rimasero sotto il controllo bulgaro e la resistenza contro i bizantini fu capeggiata dai fratelli Cometopuli. Nel 976 il quarto fratello, Samuele, concentrò il potere nelle sue mani dopo la morte del fratello maggiore. Quando il legittimo erede al trono, Romano, fuggì dalla prigionia a Costantinopoli, fu riconosciuto come imperatore da Samuele a Vidin ed egli rimase comandante in capo dell'esercito bulgaro. Brillante generale e buon politico, riuscì a ribaltare la sorte a favore dei Bulgari. Il nuovo imperatore bizantino Basilio II fu sconfitto in maniera decisiva nella battaglia delle Porte di Traiano nel 986 e riuscì a malapena a fuggire. Cinque anni più tardi Samuele eliminò lo Stato serbo della Rascia. Nel 997, dopo la morte di Romano, che era l'ultimo erede della dinastia Krum, Samuele fu proclamato imperatore di Bulgaria. Ad ogni modo, dopo il 1001 il bilancio della guerra tornò ad essere favorevole ai bizantini che conquistarono le vecchie capitali Pliska e Preslav e a partire dal 1004 lanciarono campagne annuali contro la Bulgaria. I bizantini inoltre approfittarono di una guerra tra la Bulgaria ed il neonato Regno d'Ungheria nel 1003.
Le vittorie bizantine a Spercheo e a Skopje indebolirono definitivamente l'esercito bulgaro e, per mezzo di campagne annuali, Basilio ridusse metodicamente le piazzeforti bulgare. Alla fine nella battaglia di Kleidion nel 1014 i bulgari vennero completamente sconfitti. L'esercito bulgaro fu catturato e si racconta che tutti i prigionieri furono accecati, ad eccezione di alcuni, scelti uno ogni cento soldati, che furono accecati ad un occhio solo, per poter ricondurre in patria tutti i prigionieri. Si racconta inoltre che quando lo zar Samuele vide quel che avevano subito gli uomini del suo esercito ebbe un attacco di cuore e morì. Basilio II si guadagnò in tal modo l'appellativo di Bulgaroctono (massacratore di Bulgari). Nel 1018 si arresero le ultime roccaforti bulgare e il primo impero bulgaro cessò di esistere.

## Cultura
L'eredità culturale del primo impero bulgaro viene solitamente definita nella storiografia bulgara come la cultura di Pliska-Preslav, per le due capitali Pliska e Preslav, dove è concentrata la maggior parte dei monumenti sopravvissuti. Molti monumenti del periodo sono stati ritrovati nei dintorni di Madara, Šumen, Novi Pazar e del villaggio di Han Krum nella Bulgaria nord-orientale, così come nei territori dell'odierna Romania, dove gli archeologi rumeni la chiamano la cultura Dridu. Altri resti lasciati dal primo impero bulgaro sono stati scoperti nella Bessarabia meridionale, al giorno d'oggi divisa tra l'Ucraina e la Moldavia.

### Architettura e arte
La caratteristica più importante della prima fase dell'architettura bulgara erano le costruzioni monumentali, già note ai romani, ma non più utilizzate nell'Impero bizantino contemporaneo. Si trovavano due tipi di costruzioni utilizzate nella fondazione di Pliska. Per il primo tipo i materiali di costruzione erano legno e mattoni. Il secondo tipo era la costruzione di mura difensive usando grandi blocchi intagliati di calcare, cementanti insieme con il gesso. Lo stesso metodo fu utilizzato nella costruzione della fortezza di Preslav, nel campo militare a Han Krum, nel palazzo per la caccia a Madara e nella fortezza sull'isola di Păcuiul lui Soare. Le fortezze si trovavano soprattutto nelle pianure, a differenza di quelle costruite durante il Secondo impero bulgaro.
Dopo la conversione al cristianesimo nell'864 si ebbe un'attività intensa di costruzione di chiese e monasteri attraverso tutto l'impero, tra cui la grande basilica di Pliska che risultava essere una delle maggiori strutture del suo periodo con una lunghezza di 99 m e la splendida chiesa rotonda di Preslav. La maggior parte delle chiese di questo periodo avevano tre navate. La capitale bulgara era inoltre famosa per le sue ceramiche che adornavano gli edifici pubblici e religiosi. Si producevano meravigliose icone ed altari fatti di speciali piastrelle in ceramica. C'erano numerosi orafi e argentieri che producevano raffinati gioielli.

### Ceramiche

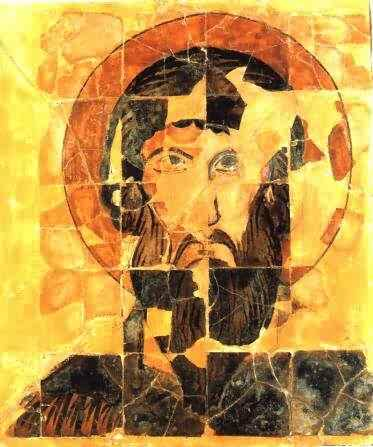
Icona in ceramica di San Teodoro, Preslav (circa 900) nel museo archeologico nazionale di Sofia

Una delle caratteristiche più famose della cultura di Pliska-Preslav era la decorazione dei palazzi e delle chiese per mezzo di piastrelle di ceramica laccata, cosa che può indicare un'influenza araba o del Medio Oriente in generale. Le piastrelle di ceramica venivano dipinte soprattutto con motivi geometrici o vegetali, mentre solo alcune presentano raffigurazioni di santi. Tra le più note di quest'ultimo tipo si trova l'"icona di San Teodoro" a venti piastrelle, ben preservata, ritrovata fra le rovine del monastero di San Panteleimone nelle vicinanze di Preslav. Le piastrelle erano sia piatte che tubolari, ed erano disposte per formare fregi con motivi ripetitivi. In seguito alla distruzione di Pliska e di Preslav sono sopravvissuti solo alcuni frammenti e pezzi. La maggior parte dei ritrovamenti di piastrelle, come dei resti archeologici delle officine che le producevano, vengono da Preslav e dalla regione circostante (soprattutto dal villaggio di Patleina).
Le fonti principali per le ceramiche e le terrecotte bulgare sono le necropoli di Novi Pazar, Devnja e Varna. I vasi venivano fatti per mezzo di un tornio, a differenza della comune usanza slava. Venivano utilizzati forni a due piani per la tempratura della terracotta. La forma e la decorazione della terracotta bulgara era simile a quella ritrovata nel Caucaso settentrionale, in Crimea e sulle coste del mar d'Azov.

### Letteratura
La letteratura bulgara è la più antica tra le letterature dei popoli slavi. I missionari di Salonicco Cirillo e Metodio misero a punto l'alfabeto glagolitico, che fu adottato nell'impero bulgaro intorno all'886. L'alfabeto e la lingua bulgara antica diedero origine ad una ricca attività letteraria e culturale centrata sulle scuole letterarie di Preslav e di Ocrida, fondate per ordine di Boris I nell'886. All'inizio del X secolo venne sviluppato un nuovo alfabeto, l'alfabeto cirillico, sviluppato sulla base dell'alfabeto greco e del corsivo glagolitico, alla scuola letteraria di Preslav. Secondo una teoria alternativa il nuovo alfabeto fu messo a punto da San Clemente di Ocrida, uno studioso bulgaro e discepolo di Cirillo e Metodio, alla scuola letteraria di Ocrida. Un pio monaco ed eremita, San Giovanni di Rila (Ivan Rilski, 876–946), divenne il patrono della Bulgaria.
Durante il suo regno Simeone I riunì molti studiosi alla sua corte e fece loro tradurre un enorme numero di libri dal greco e fece scrivere svariate nuove opere. Tra le figure più prominenti c'erano Costantino di Preslav, Giovanni Esarca e Černorizec Hrabăr, che alcuni storici ritengono essere lo zar Simeone stesso. Černorizec Hrabăr scrisse il suo libro popolare Delle lettere, Clemente di Ocrida lavorò alle traduzioni dal greco e gli vengono accreditati molti libri religiosi importanti, Giovanni Esarca scrisse il suo Šestodnev e tradusse il De Fide Orthodoxa, di Giovanni Damasceno; anche Naum di Ocrida contribuì significativamente. Gli studiosi bulgari e le loro opere influenzarono la maggior parte del mondo slavo, diffondendo l'antico slavo ecclesiastico, l'alfabeto dapprima glagolitico e poi quello cirillico fino alla Rus' di Kiev, alla Serbia e alla Croazia medievali.

## Religione
Dopra la creazione del proprio stato, i bulgari e gli slavi continuarono a praticare le loro religioni indigene. La religione dei protobulgari era monoteistica, credevano in Tangra, il dio del cielo. Quando Omurtag e Leone l'Armeno conclusero un trattato di pace nell'815, l'imperatore bizantino dovette fare un giuramento secondo le tradizioni protobulgare. Gli storici bizantini riportano che il sovrano "cristianissimo" dovette eseguire diversi riti pagani, tra cui sacrificare dei cani ed usarli come testimoni del suo giuramento. Gli Slavi adoravano invece molteplici divinità. Il loro dio supremo era Perun. Ci sono prove che il cristianesimo era comunque già diffuso all'interno dei confini nei primi 150 anni di esistenza dello stato bulgaro.
A metà del IX secolo, Boris I decise di convertirsi al cristianesimo al fine di unificare fermamente la popolazione del paese.

### Fonti primarie
- Teofane Confessore, Theophanes Chronographia, in J. Classen (a cura di), Corpus Scriptorum Historiæ Byzantinæ, Vol, I, 6301/802, Bonn, 1841.
- Bekker (a cura di), Constantini Porphyrogeniti De Thematibus et De Administrando Imperio, in Corpus Scriptorum Historiæ Byzantinæ, Bonn, 1840.
- Scriptor Incertus, Scriptor Incertus de Leone Armenio, vol. 47, 1842.

### Fonti secondarie
- (EN) Alexander Schenker, The Dawn of Slavic, Yale University Press, 1995.
- (EN) Benjamin W. Fortson, Indo-European Language and Culture: An Introduction, 2010.
- (EN) J. R. Martindale, Prosopography of the Byzantine Empire I: (641-867), 2001.
- (EN) L. Ivanov (a cura di), Bulgaria: Bezmer and adjacent regions — Guide for American military, Sofia, Multiprint Ltd., 2007, ISBN 978-954-90437-8-5.
- (BG) Jordan Andreev, Milcho Lalkov, The Bulgarian Khans and Tsars, Abagar, 1996, ISBN 954-427-216-X.
- (BG) Vasil N. Zlatarski, История на българската държава през средните векове. Том I., История на Първото българско царство. Част I. Епоха на хуно-българското надмощие (679-852) [Storia dello Stato bulgaro nel Medioevo. Volume I., Storia del primo regno bulgaro. Parte I. Epoca della supremazia unno-bulgara (679-852)], Sofia, Изд-во "Захарий Стоянов", 1918.
- (BG) Vasil N. Zlatarski, История на българската държава през средните векове. Том I. История на Първото българско царство. Част II. От славянизацията на държавата до падането на Първото царство (852–1018) [Storia dello Stato bulgaro nel Medioevo. Volume I. Storia del primo regno bulgaro. Parte II. Dalla slavizzazione dello Stato alla caduta del primo Regno bulgaro (852-1018)], Sofia, Изд-во "Захарий Стоянов", 1927.
- (BG) Georgij Bakalov, Milen Kumanov, Български писатели и книги [Scrittori e libri bulgari], vol. 1, Sofia, Труд, Сирма, 1925.
- (BG) Стефан Цанев, Български хроники, София, Пловдив, Труд, Жанет 45, 2006, ISBN 954-528-610-5.
- (BG) Петър Делев, Валери Кацунов, Пламен Митев, Евгения Калинова, Искра Баева, Боян Добрев, История и цивилизация за 11. клас, Труд, Сирма, 2006.
- (BG) Българите и България, Министерство на външните работи на България, Труд, Сирма, 2005. URL consultato il 23 giugno 2011 (archiviato dall'url originale il 10 novembre 2005).
- (EN) John V.A. Fine, Jr., The Early Medieval Balkans, Ann Arbor, University of Michigan Press, 1991, ISBN 978-0-472-08149-3.
- (EN) Alexander Kazhdan (a cura di), Oxford Dictionary of Byzantium, Oxford University Press, 1991, ISBN 978-0-19-504652-6.
- (EN) Steven Runciman, A History of the First Bulgarian Empire, G. Bell & Sons, London, 1930.
- Cawley, Charles Medieval Lands, Foundation for Medieval Genealogy, 2006–2007